# The Upsetter Shop, Vol. 1: Upsetter in Dub
A The Upsetter Shop, Vol. 1: Upsetter in Dub egy 1995-ös Lee „Scratch” Perry válogatáslemez.

## Számok
1. Noah Sugar Pan
2. Ketch A Dub
3. Version Train
4. Rootically Dub
5. Son Of The Black Ark
6. Lorna Skank
7. If The Cap Fits
8. Dub A Come
9. Tedious Dub
10. Rejoice In Skank
11. Babylon Thief Dub
12. Foundation Solid
13. Bagman
14. Better Reach
15. Dub In Time
16. Fun And Games
17. Sipple Dub
18. Bionic Rat Dub